# Сікожин (Ґостинський повіт)
Сікожин (пол. Sikorzyn, нім. Meisendorf) — село в Польщі, у гміні Ґостинь Гостинського повіту Великопольського воєводства.
Населення — 272 особи (2011).
У 1975-1998 роках село належало до Лешненського воєводства.

## Демографія
Демографічна структура станом на 31 березня 2011 року:
|          | Загалом | Допрацездатний вік | Працездатний вік | Постпрацездатний вік |
| -------- | ------- | ------------------ | ---------------- | -------------------- |
| Чоловіки | 132     | 29                 | 87               | 16                   |
| Жінки    | 140     | 27                 | 88               | 25                   |
| Разом    | 272     | 56                 | 175              | 41                   |